# 马特维延科
马特维延科（羅馬化：Matviyenko，羅馬化：Matviienko）是乌克兰姓氏，源自人名马特维（俄语：Матвей）。著名人物包括：
- 阿纳托利·马特维延科，乌克兰政治人物、最高拉达议员
- 瓦莲京娜·马特维延科，俄罗斯政治人物、国家杜马议员

|  | 本页或本分段罗列了姓氏为「马特维延科」的人物。 如果是一个指代特定个人的内链将您引导到本页，請考慮修正該人物的名字以將链接指向正確的條目。 |